# Палеограцански манастир
Палеограцанският манастир „Свети Нектарий“ (на гръцки: Ιερά Μονή Αγίου Νεκταρίου Παλαιογρατσάνου) е мъжки православен манастир в Република Гърция, разположен на територията на дем Велвендо, област Западна Македония, част от Сервийската и Кожанска епархия на Вселенската патриаршия.

## Местоположение
Манастирът е разположен на 2 km северозападно от село Палеограцано, в местността Катна Алония, на 5 km от Велвендо и на 40 km от Кожани. На около 200 m южно е старата църква „Успение Богородично“ - изградена през второто десетилетие на XX век върху развалините на храм от XIV век.

## Описание
Основната сграда на манастирския комплекс включва голяма зала, канцеларията на манастира и малка изповедница. На етажа има параклис „Свети Силуан Атонски“, игуменската резиденция и монашеските килии. На полутежа са библиотеката и стаите за гости. Католиконът в двора е посветен на Свети Нектарий Пендаполски и е построен в 1980 година.